# Grégory Coupet
Grégory Coupet, (Le Puy-en-Velay, 31 de dezembro de 1972) é um ex-futebolista francês, que atuava como goleiro. Atualmente é preparador de goleiros do Bordeaux.

## Carreira

### Lyon

#### Milagre no Camp Nou
No dia 11 de outubro de 2001, na primeira fase da Liga dos Campeões da UEFA, no confronto entre Barcelona e Lyon, onde o time francês foi derrotado por 2 a 0, com gols de Patrick Kluivert e Rivaldo. Mas o que chamou atenção foi a defesa de Coupet, após um recuo errado de Cláudio Caçapa, onde a bola o encobriria, mas ele mergulhou de cabeça para defender, deixando o rebote para que Rivaldo, em cima da linha, tivesse a chance do gol. Mas o meia brasileiro cabeceou e Coupet, com reflexos monstruosos, conseguiu defender milagrosamente. A defesa é lembrada até hoje, sendo considerada uma das mais belas do século XXI.

### Atl. Madrid e PSG
Coupet ganhou títulos com a camisa do Olympique Lyonnais, teve uma breve passagem pelo Atlético de Madrid, antes de se transferir para o Paris Saint-Germain, em 2009.
Ao final da temporada 2010-11, Coupet decide se aposentar, seguindo o mesmo caminho de seu colega de time Claude Makélélé.

## Seleção
Disputou a Copa das Confederações de 2001, na qual a seleção de seu país foi campeã.
Convocado 34 vezes para a Seleção Francesa de Futebol. 

## Títulos
Lyon
- Ligue 1: 2001–02, 2002–03, 2003–04, 2004–05, 2005–06, 2006–07, 2007–08
- Copa da França: 2007–08
- Copa da Liga Francesa: 2000–01
- Supercopa da França: 2003, 2004, 2005, 2007, 2008
- Copa da Paz: 2007

Paris Saint-Germain
- Supercopa da França: 2010

Seleção Francesa
- Copa das Confederações: 2001, 2003

### Prêmios individuais
- Melhor goleiro da Ligue 1: 2002–03, 2003–04, 2004–05, 2005–06
- Equipe ideal da Ligue 1: 2002–03, 2003–04, 2004–05, 2005–06